# Мунджин, Хэнк
Хэнк Мунджин (англ. Hank Moonjean; 7 января 1930, Эванстон, Иллинойс, США — 7 октября 2012, Лос-Анджелес, Калифорния, США) — американский кинопродюсер, ассоциированный продюсер и второй режиссёр (assistant director). Он известен тем, что продюсировал такие фильмы, как Опасные связи (1998), Смоки и Бандит 2 (1980), Команда Шарки (1981), Выходные в Калифорнии (1966), а также был ассоциированным продюсером Великий Гэтсби (1974). В качестве второго режиссёра принял участие в работе над 57 фильмами, по данным IMDb. Номинант, вместе с Нормой Хейман, премии Оскар в категории лучший фильм (Опасные связи, 1998).  

## Биография
Мунджин родился 7 января 1930 года в Эванстоне, штат Иллинойс, в армянской семье.
Окончил Университет Южной Калифорнии. Ответив на объявление MGM о вакансии переводчика, вскоре он оказался на съемочной площадке с режиссером Джорджем Кьюкором в фильме «Bhowani Junction» в 1954 году. 
В начале своей карьеры Мунджин много лет проработал помощником режиссера, поначалу не указывая своего имени в титрах, работая над несколькими фильмами с Полом Ньюманом в главной роли, включая «Кто-то наверху любит меня» и «Кошка на раскаленной крыше».
За пределами MGM он работал во второй группе над фильмами «Дневник Анны Франк», «Оклахома!» и «Юг Тихого океана».
Мунджин перешёл на должность помощника режиссёра в проектах с Джошуа Логаном. Он также работал над четырьмя фильмами с Элвисом Пресли.